# Фрајмерсхајм (Палатинат)
Фрајмерсхајм (њем. Freimersheim) општина је у њемачкој савезној држави Рајна-Палатинат. Једно је од 74 општинска средишта округа Зидлихе Вајнштрасе. Према процјени из 2010. у општини је живјело 945 становника. Посједује регионалну шифру (AGS) 7337027.

## Географски и демографски подаци
Фрајмерсхајм се налази у савезној држави Рајна-Палатинат у округу Зидлихе Вајнштрасе. Општина се налази на надморској висини од 131 метра. Површина општине износи 5,4 km². У самом мјесту је, према процјени из 2010. године, живјело 945 становника. Просјечна густина становништва износи 176 становника/km².